# قونستانو
قونستانو (قزاقی: Қоныстану) یک منطقه مسکونی در قزاقستان است که در استان آتیرائو واقع شده‌است.